# باربرا هندريكس
باربرا آنه هندريكس (بالألمانية: Barbara Hendricks)‏ (مواليد 29 نيسان 1952) هي سياسية ألمانية وعضو في الحزب الديمقراطي الاجتماعي الألماني.
منذ 17 كانون الأول 2013 تولت منصب الوزيرة الاتحادية للبيئة، حماية الطبيعة، البناء والسلامة النووية. من عام 2007 إلى عام 2013، كانت الأمين الاتحادي لصندوق الحزب الديمقراطي الاشتراكي، ومن 1998 إلى 2007 كانت البرلماني السكرتيرة البرلمانية في وزارة المالية الاتحادية.

## روابط خارجية
- باربرا هندريكس على موقع مونزينجر (الألمانية)
- موقع باربرا هندريكس (بالألمانية)

- سيرة باربرا هندريكس في البوندستاغ (بالألمانية)

| المناصب السياسية  | المناصب السياسية                                                            | المناصب السياسية |
| ----------------- | --------------------------------------------------------------------------- | ---------------- |
| سبقه بيتر ألتماير | الوزير الاتحادي للبيئة، حماية الطبيعة، البناء والسلامة النووية 2013–present | الحالي           |